# Friedrich-List-Berufskolleg Herford
Das Friedrich-List-Berufskolleg (kurz: FLB) ist Teil des Berufskollegzentrums des Kreises Herford an den Aawiesen im Stadtteil Altstädter Feldmark. Hier befinden sich auch das Wilhelm-Normann-Berufskolleg und das Anna-Siemsen-Berufskolleg. Der Namensgeber der Schule ist Friedrich List. Das FLB liegt direkt an der Aa und in Nachbarschaft des Aawiesenparks und verfügt über 60 Unterrichtsräume, welche sich auf 3 Kleingruppenräume, 14 EDV-Räume, ein Selbstlernzentrum, einen EVA-Raum, Fachräume und schließlich 40 Klassenräume aufteilen. Der Sportunterricht findet in zwei Sporthallen statt, die sich das FLB mit den beiden Nachbar-Berufskollegs teilt. Im Jahr 2010 gab es am Friedrich-List-Berufskolleg 118 Lehrkräfte, welche in 15 Bildungsgängen ca. 800 Berufs-, 1000 Vollzeit- sowie 250 Fachschüler/-innen unterrichteten. Im Jahr 2024 belief sich die Zahl der Lehrkräfte nur noch auf ungefähr 100 Personen.

## Geschichte
1889 richtete die Herforder Kaufmannschaft einen „Kaufmännischen Verein“ ein, mit dem Zweck ein Handelslehrinstitut zu gründen. In dem darauf folgenden Jahr, am 14. April 1890, wurde dann die „Handelslehranstalt des Kaufmännischen Vereins“ gegründet. Ab 1915 hieß die Schule die „Privatschule der Stadt Herford“ stand jedoch  auch weiterhin unter der Verwaltung des Kaufmännischen Vereins, bis sie  wiederum 1920 in „Städtische Handelslehranstalt zu Herford“ umgewandelt wurde. Ab 1924 wurde die Handelslehranstalt durch den Leiter der „Gewerblichen Berufsschule“ mitverwaltet, jedoch war auch dieses nicht von langer Dauer, da 1929 die Handelslehranstalt ihre Selbstständigkeit wiederherstellte.

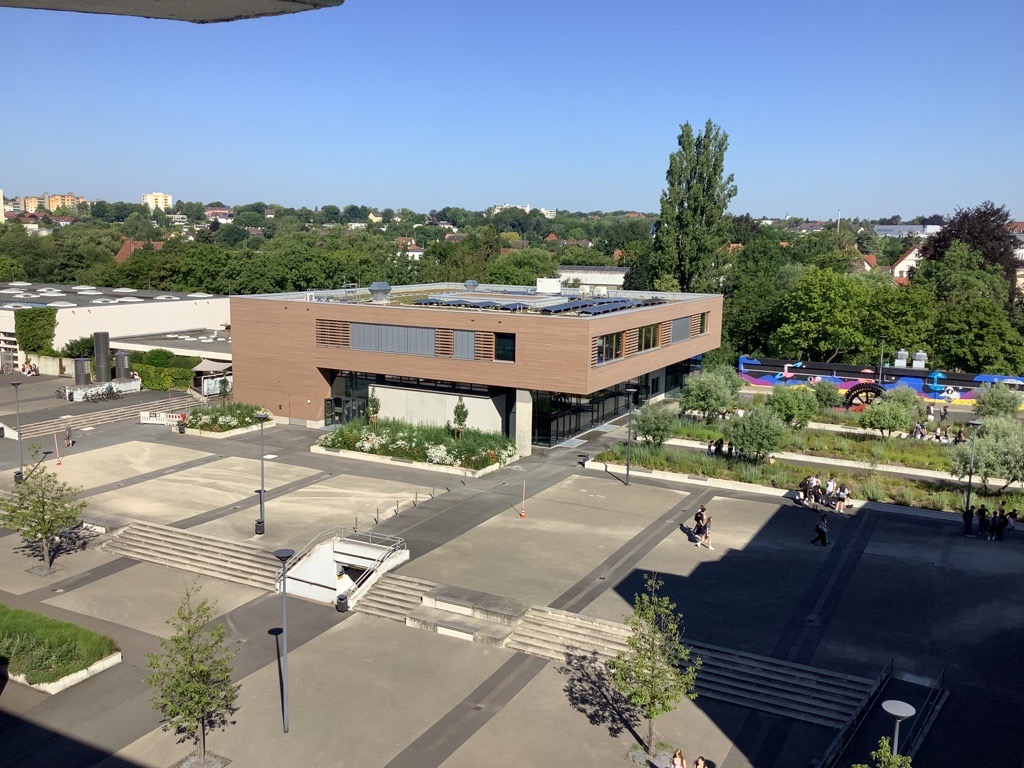
Das Mensa-Gebäude vom Hauptgebäude aus

Zur Zeit des Nationalsozialismus wurden aus „weltanschaulicher Notwendigkeit“ Sonderklassen für jüdische Schüler gegründet, diese wurden dann 1938 wieder aufgelöst. Im Herbst 1944 wurden dann die ersten Notabschlussprüfungen in der Handelsschule geschrieben. Am 28. März 1945 wurde die Schule vorübergehend geschlossen, um am 1. April 1946 den normalen Schulbetrieb wieder aufzunehmen.
1963 wurde die Schule durch einen Ratsbeschluss nach dem deutschen Volkswirt Friedrich List in „Friedrich-List-Schule“ umbenannt. Im Jahr 1976 wurde das heutige Berufsschulzentrum in den Aawiesen eingeweiht. 1998 wurde die Friedrich-List-Schule umbenannt und heißt seitdem „Friedrich-List-Berufskolleg Herford“, schließlich wurde 2003 das FLB zu einer Europaschule ernannt. Seit dem Jahr 2012 trägt das FLB die Auszeichnung Schule ohne Rassismus – Schule mit Courage.
Im Erdgeschoss des im Frühjahrs 2024 eröffneten Mensa-Gebäude gegenüber des Hauptgebäudes wird seitdem eine Mensa betrieben. In den Räumlichkeiten oberhalb der Mensa sind Aufenthalts- und Klassenräume eingerichtet, welche jedoch zum aktuellen Zeitpunkt (Stand Juni 2024) noch geschlossen sind.

## Bildungsgänge

### Vollzeitschule
Die allgemeine Hochschulreife kann am FLB mit folgenden Schwerpunkten erlangt werden:
- Berufliches Gymnasium Schwerpunkt: Wirtschaftswissenschaften (Betriebswirtschaftslehre mit Rechnungswesen und Controlling)
- Berufliches Gymnasium Schwerpunkt: Mathematik/Informatik
- Berufliches Gymnasium Schwerpunkt: European Studies

Das Bildungsangebot im Bereich Fachhochschulreife umfasst:
- Höhere Handelsschule (2 Jahre)
- Kaufmännischer Assistent:
  - Schwerpunkt Fremdsprachen (3 Jahre)
  - Schwerpunkt Betriebswirtschaftslehre + Bachelor (4,5 Jahre)
  - Schwerpunkt Informationsverarbeitung (3 Jahre)

Auch die Fachoberschulreife kann am FLB in einer Berufsfachschule Typ 1 und Typ 2 erworben bzw. nachgeholt werden.
Im Rahmen der dualen Ausbildung besuchen die Auszubildenden die Berufsschule.

### Fachschule
Das FLB bietet nebenberuflich Weiterbildungsmöglichkeiten für Berufstätige in der Fachschule für Wirtschaft mit den folgenden Schwerpunkten an:
- Schwerpunkt Absatzwirtschaft
- Schwerpunkt Wirtschaftsinformatik
- Schwerpunkt Fremdsprachen

Das Studium dauert 3 Jahre und schließt mit der Prüfung zum/zur Staatlich geprüften Betriebswirt/Betriebswirtin ab. Durch eine Kooperation mit der Fachhochschule des Mittelstands in Bielefeld besteht die Möglichkeit, innerhalb von 1,5 weiteren Jahren den Abschluss Bachelor of Arts in Betriebswirtschaft zu erreichen.

## Selbstorganisiertes Lernen
Das Friedrich-List-Berufskolleg arbeitet in verschiedenen Bildungsgängen mit dem Prinzip des Selbstorganisierten Lernens. Dabei lernen Schüler den Lernstoff eigenständig zu ordnen und zu strukturieren, wodurch sie auf das spätere Berufsleben vorbereitet werden. Eine häufig durchgeführte Methode des SOL-Prinzips am FLB ist das „Gruppenpuzzle“.
Das SOL-Prinzip wird in folgenden Bildungsgängen durchgeführt:
- Berufliches Gymnasium (AHR)
- Höhere Handelsschule